# José Rafael Revenga (khu tự quản)
José Rafael Revenga là một khu tự quản thuộc bang Aragua, Venezuela. Thủ phủ của khu tự quản José Rafael Revenga đóng tại El Consejo. Khự tự quản José Rafael Revenga có diện tích 181 km2, dân số theo điều tra dân số ngày 21 tháng 10 năm 2001 là 42156 người.